# Liste des monuments historiques de Tarbes
Ce tableau présente la liste de tous les monuments historiques classés ou inscrits dans la ville de Tarbes, Hautes-Pyrénées, en France.

## Liste
| Monument                                   | Adresse                            | Coordonnées                      | Notice         | Protection            | Date                | Illustration                               |
| ------------------------------------------ | ---------------------------------- | -------------------------------- | -------------- | --------------------- | ------------------- | ------------------------------------------ |
| Cathédrale Notre-Dame-de-la-Sède de Tarbes |                                    | 43° 14′ 02″ nord, 0° 04′ 08″ est | « PA00095426 » | Classé                | 1906                | Cathédrale Notre-Dame-de-la-Sède de Tarbes |
| Église Sainte-Thérèse de Tarbes            | Place Marcadieu                    | 43° 13′ 55″ nord, 0° 04′ 58″ est | « PA00095427 » | Inscrit               | 1946                | Église Sainte-Thérèse de Tarbes            |
| Haras national de Tarbes                   | 70 rue du Régiment-de-Bigorre      | 43° 13′ 45″ nord, 0° 04′ 08″ est | « PA00095428 » | Inscrit               | 1975                | Haras national de Tarbes                   |
| Centre hospitalier de Bigorre              | 2 rue de l'Ayguerote               | 43° 14′ 04″ nord, 0° 04′ 00″ est | « PA00095429 » | Inscrit               | 1979                | Centre hospitalier de Bigorre              |
| Hôtel de préfecture des Hautes-Pyrénées    | Place du Général-Charles-de-Gaulle | 43° 14′ 00″ nord, 0° 04′ 05″ est | « PA65000014 » | Inscrit               | 2008                | Hôtel de préfecture des Hautes-Pyrénées    |
| Jardin Massey                              | Rue Massey                         | 43° 14′ 17″ nord, 0° 04′ 34″ est | « PA00095432 » | Classé Inscrit Classé | 1890 1975 1992 1995 | Jardin Massey                              |
| Maison                                     | 16 rue de la Victoire              | 43° 14′ 04″ nord, 0° 04′ 15″ est | « PA00095431 » | Inscrit               | 1979                | Maison                                     |
| Maison natale du maréchal Foch             | 2 rue de la Victoire               | 43° 14′ 03″ nord, 0° 04′ 17″ est | « PA00095430 » | Classé                | 1938                | Maison natale du maréchal Foch             |
| Maison de la Semi                          | 29 rue Georges-Clemenceau          | 43° 14′ 01″ nord, 0° 04′ 41″ est | « PA65000015 » | Inscrit               | 2008                | Maison de la Semi                          |
| Quartier Foix Lescun                       |                                    | 43° 13′ 40″ nord, 0° 04′ 02″ est | « PA00132876 » | Inscrit               | 1994                | Image manquante Téléverser                 |
| Quartier Larrey                            |                                    | 43° 13′ 36″ nord, 0° 04′ 21″ est | « PA00132877 » | Inscrit               | 1994                | Image manquante Téléverser                 |
| Fontaine des quatre vallées                | Place Marcadieu                    | 43° 13′ 52″ nord, 0° 04′ 59″ est | « PA65000027 » | Inscrit               | 2023                | Fontaine des quatre vallées                |